# 鈴木知佳
鈴木 知佳（すずき はるか、1993年9月20日 - ）は、日本の元女子バスケットボール選手である。ポジションはパワーフォワード。青森県出身。

## 来歴
青森山田高校から日本体育大学に進み、インカレベスト16を経験。
卒業後は日立ハイテクに入社。
2018年にはジャカルタアジア大会に出場する日本B代表に選出され、銅メダル獲得。
2021年、現役引退。
引退後は結婚により坂本に改姓した上で青森に帰郷した。

## 経歴
- 青森山田高 - 日体大 - 日立ハイテク（2016年〜2021年）

## 日本代表歴
- 2018 アジア大会 3位